# Étienne Charles de Loménie de Brienne
Étienne Charles de Loménie, hrabě de Brienne (9. října 1727, Paříž – 19. února 1794, Sens) byl francouzský šlechtic, duchovní a státník 18. století. Byl dlouholetým arcibiskupem v Toulouse (1763–1788), díky přízni královny Marie Antoinetty dosáhl funkce prvního ministra (1787–1788). Stejně jako předchůdci byl konfrontován se složitou situací státních financí a na úřad prvního ministra rezignoval již po roce. Mezitím dosáhl výnosného postu arcibiskupa v Sens (1788) a téhož roku byl jmenován kardinálem. Po dvouletém pobytu v Itálii se v době francouzské revoluce vrátil do Francie, složil civilní přísahu a v roce 1791 byl zbaven titulu kardinála. Během revoluce byl kvůli svému bývalému postavení favorita královského dvora několikrát zatčen a nakonec zemřel ve vězení.

## Životopis

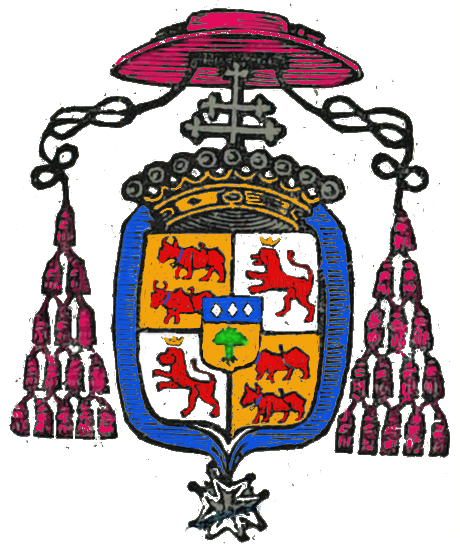
Erb kardinála Éitenna Charlese de Loménie de Brienne

Pocházel ze starého šlechtického rodu, který se v 16. a 17. století začal prosazovat ve vysokých státních úřadech. Narodil se jako prostřední ze tří synů hraběte Nicolase Louise de Loménie de Brienne (1689–1758) a jeho manželky Gabrielle Anne, rozené de Chamillart (1692–1762). Svými rodiči byl předurčen ke kněžské dráze, studoval humanitní vědy na Collège d'Harcourt a poté teologii na Sorbonně. V roce 1752 byl vysvěcen na kněze a získal doktorát z teologie. Od roku 1752 byl generálním vikářem v Rouenu, získal také několik dalších obročí. V roce 1758 doprovázel kardinála Luynese do Říma k volbě papeže. V letech 1760–1763 byl biskupem v Condomu a poté v letech 1763–1788 arcibiskupem v Toulouse. Jako duchovní nepožíval příliš velké vážnosti vzhledem ke svému světskému způsobu života, veřejně se spekulovalo o jeho ateismu. To se projevilo například v roce 1781, kdy byl kandidátem na post arcibiskupa v Paříži, což odmítl Ludvík XVI., který tehdy řekl: „Pařížský arcibiskup by měl aspon věřit v Boha.“ Naopak byl populární v liberálně smýšlejících kruzích v Paříži, zásluhou Voltaira a d'Alemberta byl v roce 1770 zvolen členem Francouzské akademie. V roce 1782 získal Řád sv. Ducha, v roce 1787 se stal členem Akademie písemností a krásné literatury, téhož roku byl jmenován čestným členem Francouzské akademie věd. Byl také autorem několika spisů.

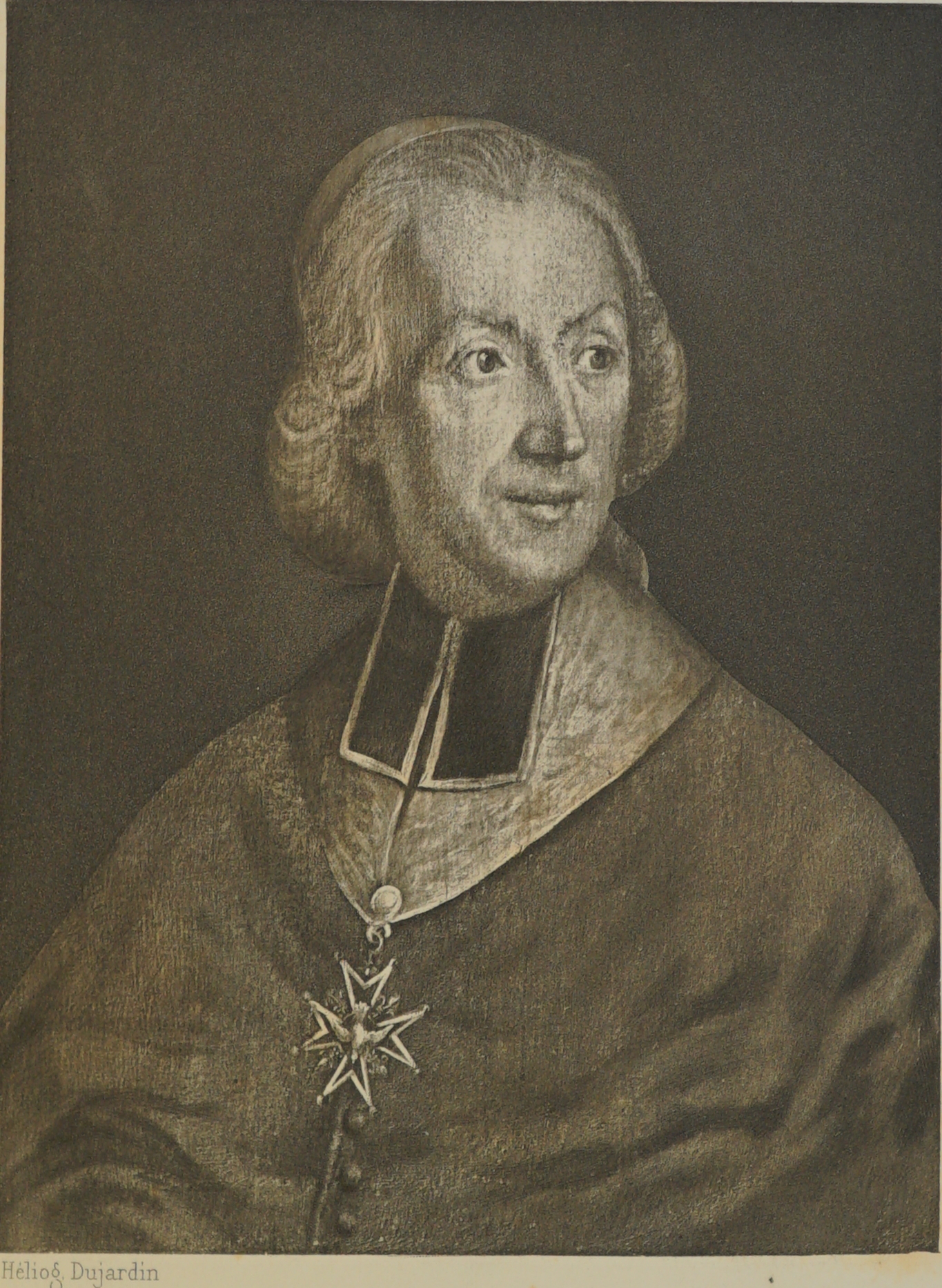
Kardinál Étienne Charles de Loménie de Brienne

Ve shromáždění notáblů v letech 1787–1788 se zařadil mezi aktivní opozici proti finanční politice markýze de Calonne. Přes nepřízeň Ludvíka XVI. pronikl do okruhu dvořanů kolem Marie Antoinetty a 1. května 1787 byl jmenován prvním ministrem (Premier ministre d'État). V lednu 1788 byl na návrh Ludvíka XVI. jmenován arcibiskupem v Sens, papežem byl ve funkci potvrzen v březnu (s postem arcibiskupa v Sens byl spojen také šlechtický titul vicomte de Sens. Svého postavení u dvora využil ke získání hodnosti kardinála (1788). Jeho finanční politika však nebyla úspěšná, nepodařilo se mu prosadit nové daně, dostal se do sporu s parlamentem a eskalace dlouhá léta neřešených problémů vedla ke svolání Generálních stavů na rok 1789. Ve společnosti navíc vládly nepřátelské nálady vůči celé rodině Loméniů, která se kardinálovým přičiněním nezákonně obohacovala, jeho bratr Louis Athanase (1730–1794) se protekcí dostal k funkci ministra války (1787–1788). Étienne z funkce prvního ministra odstoupil v srpnu 1788, k jeho pádu přispěla také revolta regionálního parlamentu v Dauphiné, který požadoval zdvojnásobení početního zastoupení třetího stavu. Poté odjel do Itálie, kde strávil dva roky, nikdy ale nedorazil do Říma k fyzickému převzetí kardinálského klobouku.
Po vypuknutí francouzské revoluce se vrátil do Francie a jako arcibiskup složil občanskou přísahu (1790). V důsledku toho byl papežem Piem VI. zbaven hodnosti kardinála (1791), i když se své jednání před Vatikánem snažil ospravedlnit. V relativním klidu žil nadále v Sens, kde koupil bývalé klášterní panství Abbaye de Saint-Pierre-le-Vif a v přestavěném zámku se usadil i se svou širší rodinou. Vzhledem ke své nepopulární minulosti a nejasným politickým postojům v době revoluce byl v říjnu 1793 zatčen, brzy byl ale propuštěn. Znovu byl zatčen 18. února 1794 a následující noc zemřel. Dodnes není jasné, zda šlo o mrtvici nebo o úkladnou vraždu jedem. Pohřben byl zcela bez obřadů v dřevěné rakvi v katedrále sv. Štěpána v Sens.
Jeho mladší bratr Louis Athanase de Loménie de Brienne (1730–1794) dosáhl v armádě hodnosti generálporučíka a v letech 1787–1788 zastával funkci ministra války. Za revoluce byl i s několika dalšími členy rodiny popraven.